# Crunchyroll Expo

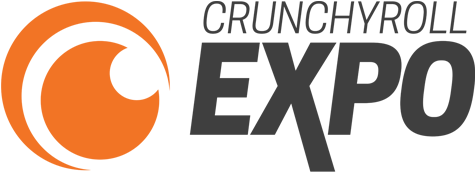
Logo

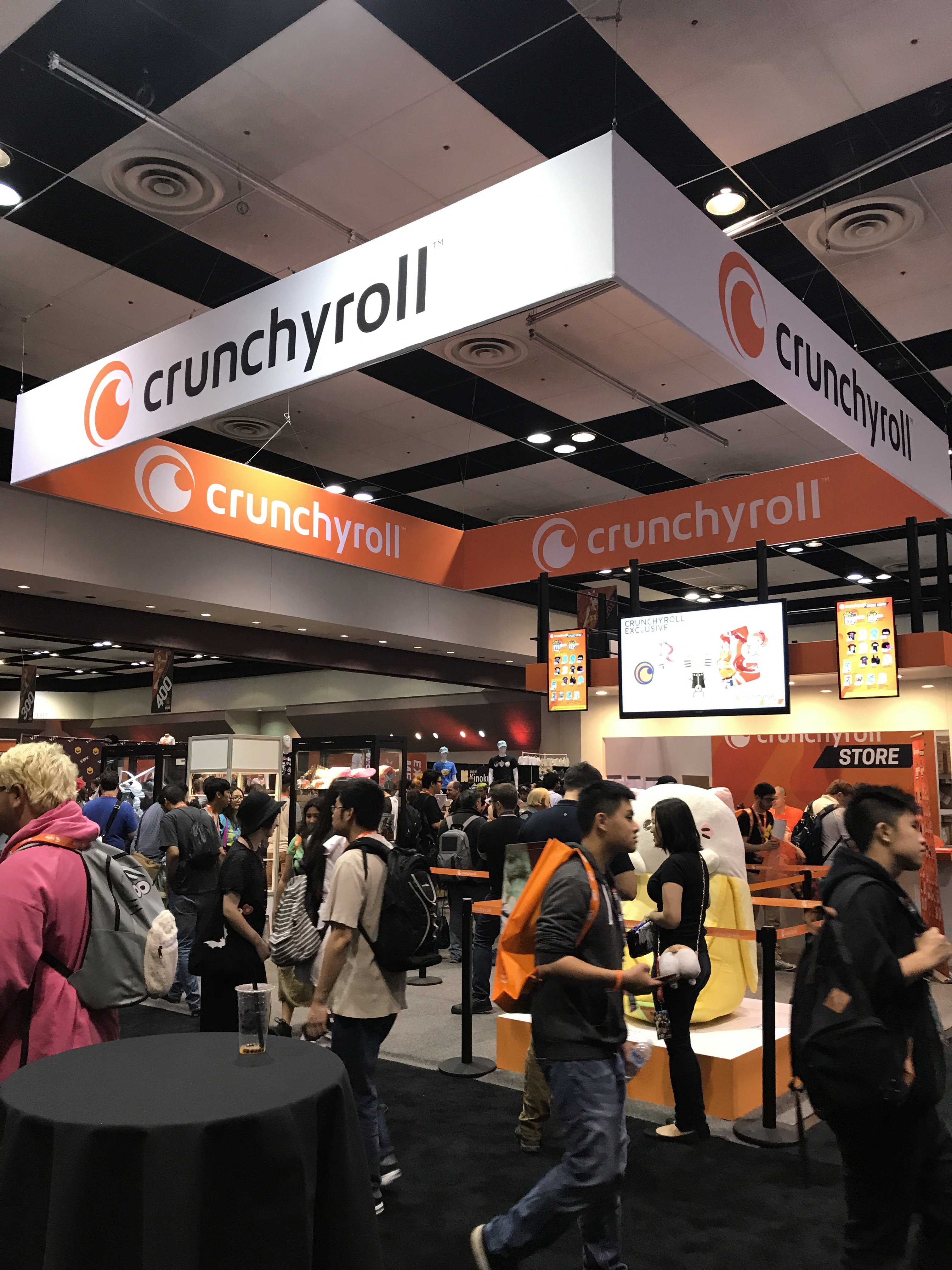
Crunchyroll Store auf der Crunchyroll Expo 2017

Crunchyroll Expo (kurz CRX) ist eine jährlich stattfindende Anime-Convention, die Ende August / Anfang September im San Jose McEnery Convention Center in San Jose, Kalifornien, am Wochenende des Labor Day stattfindet.  Die Convention wird von dem US-amerikanischen Crunchyroll und Reedpop organisiert. Die Convention bietet eine Künstlergasse, einen Händlerraum, Cosplays, Panels und Videospiele an. Auf der Expo werden auch zahlreiche Animes angekündigt, die der VoD-Dienst Crunchyroll später streamt.

## Geschichte
Die Crunchyroll Expo fand erstmals 2017 im Santa Clara Convention Center im kalifornischen Santa Clara statt. Die erste CRX wurde gemeinsam mit LeftField Media durchgeführt. Die MAGWest fand am selben Wochenende statt und man schloss sich zusammen, um Besuchern die Teilnahme an beiden Conventions zu ermöglichen. Die Crunchyroll Expo hatte Personalprobleme und Ausweisprüfungsprobleme sowie Verwirrung um Autogrammkarten. 2018 wechselte die Crunchyroll Expo in das San Jose McEnery Convention Center in San José. Crunchyroll ging für die CRX 2020 eine Partnerschaft mit Reedpop ein, welche das Event in diesem Jahr mit organisiert. Wegen der COVID-19-Pandemie wurde die CRX für das Jahr 2020 abgesagt, stattdessen fand die Expo unter dem Namen Virtual Crunchyroll Anime Expo als virtuelles Event online statt.
| Zeitraum                         | Ort                                                       | Besucher | Gäste und Anmerkungen |
| -------------------------------- | --------------------------------------------------------- | -------- | --- |
| 25. bis 27. August 2017          | Santa Clara Convention Center Santa Clara (Kalifornien)   | 16.000   | Yoshitaka Amano, Ray Chase, Caitlin Glass, Roland Kelts, Mega64, Max Mittelman, Octopimp, Chris Parson, Monica Rial, Adam Savage und Hiroshi Shimizu. |
| 1. bis 3. September 2018         | San Jose McEnery Convention Center San José (Kalifornien) | 45.000   | Yoshitoshi ABe, Justin Briner, Mica Burton, Clifford Chapin, Luci Christian, Colleen Clinkenbeard, Yuichi Fukushima, Kun Gao, Ryo Horikawa, Atsuko Ishizuka, MeltingMirror, Atsushi Nishigori, Sean Schemmel, Stephanie Sheh, Mike Sinterniklaas, Masayoshi Tanaka, TeddyLoid, Mike Toole und Andrew Upton. |
| 30. August bis 1. September 2019 | San Jose McEnery Convention Center San José (Kalifornien) |          | Yuu Asakawa, Kira Buckland, Flow, DJ HeavyGrinder, Ryo Horikawa, Xanthe Huynh, Junji Ito, Sunao Katabuchi, Mike McFarland, Toshio Nakatani, None Like Joshua, Brina Palencia, Tara Sands, Eric Stuart, Yuzuru Tachikawa, TeddyLoid und Kimura U.                                                            |
| 4. bis 6. September 2020         | Internet                                                  |          | Wegen der COVID-19-Pandemie abgesagt und ins Internet verschoben. |
| 6. bis 8. August 2021            | San Jose McEnery Convention Center San José (Kalifornien) |          | |